# Hermann Carl Starck
Hermann Carl Starck (* 7. Juni 1891 in Magdeburg; † 5. Mai 1974 in Berlin) war ein deutscher Chemieunternehmer und Mäzen.

## Leben

### Jugend
Seine Eltern waren der Kaufmann Carl Otto Hermann Starck und dessen Ehefrau Franziska Louise Theodora Johanna, geb. Sellentin.
Im Alter von 16 Jahren verließ Starck nach dem frühen Tod des Vaters (50-jährig) aus finanziellen Gründen vorzeitig die Schule, um in seiner Heimatstadt eine kaufmännische Lehre im Erz- und Metallhandel zu absolvieren.
Zu Beginn des Ersten Weltkriegs wurde er zunächst zum Militär eingezogen.
Der jüdische spätere Reichsaußenminister Walter Rathenau war im August 1914 auf eigene Anregung hin mit dem Aufbau und der Leitung einer Kriegsrohstoffabteilung innerhalb des zuständigen Reichsministeriums in Berlin beauftragt worden. Er bemerkte die Kenntnisse Starcks über strategische Rohstoffe und erkannte Starcks Talent und holte ihn 1915 als Mitarbeiter in sein Team. Innerhalb der anfangs noch kleinen Abteilung, in der Folge Kriegsmetall AG, hatte Starck engen Kontakt mit Rathenau. Es entwickelte sich eine persönliche Freundschaft, Rathenau war fortan sein Mentor.
Nicht belegt aber naheliegend ist, dass Starck über die daraus resultierenden Kontakte seine spätere Frau Klara kennenlernte, nachdem seine erste 1915 in Magdeburg geschlossene Ehe mit Eleanor R. Griffiths 1919 gescheitert war.

### Familie / Stiftungen
Am 3. Januar 1924 heiratete Starck die Tochter ungarischer Juden Klara Sarkadi (* 9. März 1895 in Großwardein, Rumänien, † 30. März 1968 in Berlin-Wilmersdorf). Aus der Ehe gingen zwei Kinder hervor: Barbara (* 6. Januar 1924 in Berlin; † 25. Mai 2001 in Freiburg) und Gerhard C. (* 4. April 1929 in Berlin, † 9. Januar 2000 in Düsseldorf).
Als Kaufmann und Industrieller inzwischen vermögend geworden erwarb er 1921/22 in Potsdam ein Grundstück über dem Jungfernsee und ließ dort eine repräsentative Villa mit Blick auf Berlin errichten, die für ein Jahrzehnt der Wohnsitz der Familie war.
Die Machtergreifung der Nationalsozialisten bedeutete für Hermann C. Starck und seine Familie wegen der jüdischen Abstammung seiner Frau – wenngleich sie unitarisch getauft war – einen bedrohlichen Einschnitt. Nachdem seine Frau während seiner Abwesenheit bereits einmal verhaftet worden war – nur durch eine glückliche Fügung und seine persönliche Stellung wurde sie wieder frei, – brachte Starck seine Familie nach Laufenburg an die Schweizer Grenze, weil er sie hier sicherer glaubte als in Potsdam. Fast alle Angehörigen Klara Starcks wurden in Auschwitz ermordet, nur ein Bruder hat überlebt.
Die Tochter Barbara musste 1942 als „Halbjüdin“ ihr Chemiestudium an der Universität Freiburg abbrechen und im familieneigenen Werk Goslar als Laborantin Metallanalysen durchführen. 1946 konnte sie ihr Chemiestudium in Göttingen fortsetzen und in Freiburg abschließen. Danach arbeitete sie dort als Forschungsassistentin und später selbstständig beim Physikalischen Institut. 1969 übernahm sie die Leitung der Sektion „Spektren- und Strukturdokumentation“ der Universität Ulm.
Aus dem von ihrem Vater geerbten Vermögen errichtete sie 1998 die Mez-Starck-Stiftung zur Förderung von Wissenschaft und Forschung auf dem Gebiet der Naturwissenschaften, insbesondere der Chemie und Physik.
Der fünf Jahre jüngere Sohn Gerhard C. Starck verbrachte nur seine erste Kindheit in Berlin und Potsdam und wuchs dann in Laufenburg auf.  Nach Ende des Zweiten Weltkriegs studierte er zunächst Metallurgie und wechselte später zur juristischen Fakultät in Göttingen, an der er seine spätere Ehefrau Renate Oberkoxholt kennen lernte. Nach dem Staatsexamen ließ sich Gerhard C. Starck als Rechtsanwalt mit einer Allgemeinpraxis in Düsseldorf nieder.
Nach dem Tod ihres Gatten am 9. Januar 2000 errichtete die Richterin und Anwältin Renate Starck-Oberkoxholt die Gerhard C. Starck Stiftung, die die berufliche Aus- und Fortbildung besonders begabter junger jüdischer Menschen, die dem deutschen Sprach- und Kulturraum verbunden sind, zum Zweck hat. Sie verstarb am 30. Juli 2003, bevor die Stiftung im Februar 2005 urkundlich anerkannt wurde.
Nach dem Tod seiner zweiten Ehefrau Klara heiratete Starck seine langjährige Sekretärin Ilse Pauly, die später seinen Nachlass verwaltete.
Hermann Carl Starck starb am 5. Mai 1974, einen Monat vor seinem 83. Geburtstag.

## Unternehmer und Investor

### Lebenswerk
Mit einem Partner gründete Starck 1917 in Berlin seine erste Firma, die aus Schlacken Wolfram (engl. Tungsten) gewann und machte damit seine „erste Million“, wie er später sagte.
Im Alter von nur 29 Jahren gründete er dann in Berlin 1920 die nach ihm benannte Firma H. C. Starck als Handelsunternehmen für Metalle, Erze und Chemikalien,  am 12. März wurde sie in das Handelsregister eingetragen.
Walter Rathenau hatte zu Anfang des 20. Jahrhunderts am Hochrhein unter dem Dach der AEG-Tochter Elektrochemische Werke Bitterfeld eine ganze Reihe von energieintensiven Industriebetrieben gegründet, um den dort in Wasserkraftwerken produzierten Strom zu nutzen. 1914 ging das Kraftwerk Laufenburg in Betrieb, in dessen unmittelbarer Nähe das Ferro-Werk (Rhina) und die Elektro-Nitrum AG (Enag) errichtet worden waren. Mit dem Ende des Kriegs entfiel das Geschäftsmodell der jungen Laufenburger Chemieindustrie, die in ihre erste tiefe Krise geriet. Der Rathenau-Vertraute Starck erkannte seine Chance und erwarb zum 1. April 1920 das 1913 zwischen Rhina und Murg errichtete ‘‘Ferro-Werk‘‘, das für den Kriegsbedarf mit Elektroöfen Ferrolegierungen hergestellt hatte, um dort selbst Spezialmetalle zu produzieren.
Die Wirtschaftskrise 1923 ließ auch das Firmenvermögen schrumpfen. Doch Starck machte aus der Not eine Tugend, kaufte waggonweise die wertlosen Kupfermünzen auf, schmolz sie ein und verkaufte das Kupfer als Rohstoff.
Den Unsicherheiten des deutschen Marktes begegnete er 1925 durch die Gründung einer US-amerikanischen Produktions-Tochtergesellschaft H.C. Starck, Inc. (später H.C. Starck Solutions – heute Elmet Technologies in New York). Als sich gute Geschäfte abzeichneten, schloss er 1928 mit dem Kraftwerk Laufenburg einen längerfristigen Stromlieferungsvertrag ab. Doch H. C. Starck konnte – auch wegen der Weltwirtschaftskrise – die vereinbarten Mengen nicht abnehmen, und deshalb stellte das Werk Rhina 1931 seine Produktion ein. Dort gingen die Schmelzöfen erst wieder 1942 in Betrieb, um das Schleifmittel Korund herzustellen.
1935 übernahm H.C. Starck von der Hildesheimer Bank die Aktienmehrheit der 1807 gegründeten Chemische Fabriken und Arsenhütte Gebr. Borchers AG in Goslar-Oker, die in der Folge zum wichtigsten Produktionsstandort seines Unternehmens werden sollte. Er besorgte zunächst staatliche Mittel für den Ausbau der Betriebsstätten in Goslar. Im Konsortium mit Krupp AG, Gesellschaft für Metallurgie, I.G. Farben (Ofensauenkonsortium) wurde die Gewinnung einheimischer kriegswichtiger Rohstoffe für die Stahlveredelung forciert. Beispielsweise wurde ein aufwändiges Verfahren zur Selektion von Molybdän aus den Rückständen der Kupferschiefer-Verhüttung entwickelt. Unter Umweltaspekten war dies sehr problematisch, doch der Ministerrat für die Reichsverteidigung wischte Bedenken der Genehmigungsbehörden 1940 mit dem Verweis auf „wehrpolitische Gründe“ vom Tisch.
Im Werk Rhina produzierte sein Unternehmen auch nach dem Krieg weiter synthetisches Korund. Wegen des beim Brechen und Mahlen des Ausgangsmaterials entstehenden Staubs war auch dies eine große Belastung für die Umwelt, bis Ende der 1970er Jahre moderne Filteranlagen installiert wurden. Darüber hinaus wurde dort aus Schlacken große Mengen von Tantal gewonnen („größte Tantalmine der Welt“).
Als Ergänzung seiner Produktpalette kaufte er 1958 vom Kraftwerk Laufenburg die 800 m weiter ostwärts gelegenen Anlagen der Elektro-Nitrium AG, wo ab Ende der 1930er Jahre Pflanzenschutz- und Schädlingsbekämpfungsmittel hergestellt worden waren. Das Werk Enag wurde zunächst auf die Herstellung von Festschmierstoff ausgerichtet, 1967 begann auch hier die Produktion von Tantal sowie von Niob.
1961 wurden die beiden Werke Rhina und Enag als Zweigniederlassung Laufenburg zusammengefasst, die Zentrale war in Goslar. In den Nachkriegsjahren 1945–1970 wurden mannigfach Patente eingereicht sowie die Reduktionskapazitäten ausgebaut und umfassend modernisiert.

### Nachfolgeunternehmen
Ab 1986 wurde das Stammkapital der Firma von der Bayer AG übernommen. Unter dem Dach dieses Konzerns wurde H.C. Starck reorganisiert, aufgespalten und sukzessive über Finanzinvestoren wieder veräußert. An den verschiedenen Standorten finden/fanden sich internationale Firmenschilder wie z. B. Höganäs (Schweden), Treibacher (Österreich), Imerys (Frankreich), Taniobis und JX Nippon Mining & Metals der japanischen Konzerne JX Holdings und Kyocera, Elmet (USA). Der Gründername lebt fort in H.C. Starck Tungsten mit Sitz in Goslar.

### Persönliches
Politisch und weltanschaulich stand Hermann C. Starck den Nationalsozialisten fern, er löste die Ehe mit seiner jüdischen Frau Klara nicht auf. Er hat sich auf seine Weise mit dem Regime arrangiert. Seine Frau und seine Kinder als Halbjuden hatte er vor dem Zugriff der Nazis bewahrt.
Doch nach Kriegsende hatte der wirtschaftliche Erfolg seines Unternehmens für ihn persönlich harte Konsequenzen. Das Unternehmen Hermann C. Starck hatte kriegswichtige Stoffe hergestellt und auch zahlreiche Zwangsarbeiter beschäftigt und war damit zweifelsfrei Teil der Rüstungsindustrie. Im Juni 1945 nahmen ihn deshalb die sowjetischen Streitkräfte an seinem Berliner Wohnsitz als „Kriegsverbrecher“ fest. Vom Lager Fünfeichen  in Neubrandenburg aus gelang es ihm, ein Papier mit einer Generalvollmacht für seinen Prokuristen Dr. Wilhelm Königswinter nach Westberlin zu schmuggeln, der damit während der Abwesenheit des Chefs die Werke in Goslar und Rhina weiter führte. In der Folge wurde er in das vormalige KZ Buchenwald verlegt. In den Waldheimer Prozessen wurde er 1950 wegen „Unterstützung des Nazitums“ zu 20 Jahren Zuchthaus, der rigidesten Form des Strafvollzugs verurteilt, sein Vermögen wurde eingezogen. Ein Jahr später wurde er begnadigt und zog in den Westen um. Das Urteil wurde erst 1991 postum aufgehoben.
Hermann C. Starck leitete das Unternehmen bis zu seinem Tod 1974 persönlich, seine Kinder waren nicht in die Leitung des global operierenden Unternehmens eingebunden.

## Soziales Engagement
Der kulturell sehr interessierte Starck unterstützte während der Weimarer Republik viele Künstler. Eine lange Freundschaft verband ihn mit dem Maler Eugene Spiro, auch den linken Malik-Verlag und einen Verlag für jüdisches Brauchtum und Tradition soll Starck gesponsert haben. Einer ausländischen Organisation, die Verfolgten zur Ausreise verhalf, stellte er sein Büro als „geschützten“ Raum für vertrauliche Gespräche zur Verfügung. Emigrierten Juden sicherte er den ersten Lebensunterhalt im Ausland. Der Literatur-Nobelpreisträger Elias Canetti erwähnte Starck 1980 in seinen Lebenserinnerungen:
„Ein wirklich stiller Mäzen, der nicht mitsprach, weil er so viel von seiner eigenen Sache verstand, dass er über andere kein dummes Zeug sagen mochte, war ein jüngerer Mann namens Stark (sic!), der etwas mit den Osram-Glühlampen zu tun hatte. Er war oft dabei, hörte sich alles aufmerksam an, sagte nichts und machte sich manchmal nützlich, wenn es geboten schien, aber immer ohne Aufsehen und immer in Maßen.“
Starck galt als perfekter Chef, dem die Sicherheit der Arbeiter immer wichtig war und der für jeden von ihnen ein offenes Ohr hatte. Eine vertrauensvolle gute Zusammenarbeit mit dem Betriebsrat war für ihn eine Selbstverständlichkeit, ebenso wie Feiern für die Pensionäre zu arrangieren, an Weihnachten seine Mitarbeiter und deren Kinder zu beschenken und nicht zuletzt für „seine“ Gastarbeiter ein Wohnheim zu errichten.
In seiner Firma stellte Starck oft Mitarbeiter ein, die von den Nationalsozialisten aus politischen oder rassistischen Gründen verfolgt wurden.
1958 gab Starck großzügig Mittel zum Ausbau der katholischen Schwesternstation Laufenburg.
1967 stiftete er der Stadt Laufenburg zum 100. Geburtstag seines Mentors die am 29. September eingeweihte  „Rathenau-Anlage“ mit Kinderspielplatz am Andelsbach.
1968  stiftete er der Stadt Dreieich in Hessen die von ihm 1952 erworbene Winkelsmühle – eine ehemalige Ölmühle mit vielen Gebäuden und Gütern in der Ausdehnung von über 64 ar – mit der Auflage, sie einem gemeinnützigen Zweck zu widmen. 1982 wurde die Scheune, hundertfünfzig Jahre nach ihrer Erbauung, durch die Diakonie in eine Begegnungsstätte für ältere Mitbürger umgebaut. Heute fungiert dieses Objekt als „Zentrum für die unterschiedlichsten generationsübergreifenden Angebote aus den Bereichen Bildung, Kunst und Kultur, Musik und Gesang, Gesundheit und Bewegung“.
Als Familienvater legte Starck bei der Erziehung seiner Kinder den Grundstein für deren soziales Engagement. Die Früchte daraus sind, dass diese ihr ererbtes Vermögen in zwei gemeinnützige Stiftungen einbrachten.

## Auszeichnungen
- Am 25. April 1966 wurde Hermann C. Starck in Anerkennung seiner vielfältigen Verdienste um Betrieb, Kultur und Wirtschaftsleben von Stadt und Landschaft das Ehrenbürgerrecht der Stadt Laufenburg verliehen.[2][22] Die Urkunde wurde am 5. Juni 1967 bei einer Feier zur Besichtigung der von Starck gestifteten Rathenau-Anlage überreicht.[23] H. C. Starcks Bild hängt – nach jahrelanger Absence wieder – in der Galerie der Ehrenbürger im Rathaus.[7]

- Am Hochrhein wurden Straßen nach ihm benannt:

– in Laufenburg die Hermann-C.-Starck-Straße, sie zweigt nach der Hans-Thoma-Schule in südöstlicher Richtung von der Rappensteinstraße ab,
– in Murg die H.C. Stark-Straße als Verbindung zwischen Hans-Thoma-Straße und Eglerstraße.